# Doudou Coumba Rose
Doudou N'diaye Coumba Rose (dacar, 28 de julho de 1930 - dacar, 19 de agosto de 2015) foi um griô, cantor, compositor e músico senegalês, da tradição uolofe.
Tocou djembe na orquestra do Balé Nacional do Senegal durante 12 anos. Apresentou-se ao lado de músicos como Alpha Blondy, Lucky Dube e Youssou N’Dour. Inventou o tabassabar, um instrumento de percussão com som de sabar e corpo de atabaque.
Em 1986, a convite de Maurice Béjart, apresentou-se em Paris com uma orquestra de 50 percussionistas. Três anos depois, participou do desfile nos Champs-Elysées em homenagem aos 200 anos da Revolução Francesa.
Tem como um dos seus principais discípulos no Sabar, o brasileiro percussionista mestre de Maracatu Alexandre Garnizé. Juntos, protagonizaram o documentário África no Horizonte, co-produção entre Brasil e Senegal.

## Discografia
- Sabar
- Live à l'Africolor St Denis
- Djabote
- Lac Rose
- Dakar
- Mix[4]